# Гарлык
Гарлык (туркм. Garlyk) — посёлок городского типа в Кёйтендагском этрапе Лебапского велаята Туркменистана. Своим названием обязан древнему тюркскому племени карлук.
Основан в 2011 году после начала строительства Гарлыкского ГОК и рассчитывался на 30 тыс. жителей. Расположен в пустыне в 120 км от железнодорожной станции Керки (на линии Ашхабад — Керки) и в 35 км от города Магданлы, где добывают и перерабатывают самородную серу и построено несколько заводов калийных удобрений.

## История
Основан в феврале 2011 года «в целях обеспечения социально-бытовых условий для работников крупнейшего в регионе горно-обогатительного комплекса по производству калийных удобрений и цементного завода». В новообразованном поселке прошли выборы в органы местного самоуправления.
2 февраля 2011 года состоялась торжественная закладка посёлка. На первом этапе были возведены 17 объектов — жилые дома, здание сельсовета, отделения банка, поликлиника, детский сад, школа, спортивная школа, торговый центр, Дом культуры, почта с узлом связи, автомобильный терминал, парк. Для газификации поселка проложен газопровод Багтыярлык — Гарлык. На втором этапе были построены водоочистное сооружение, стадион, цеха по производству мяса и мясных продуктов, молока и молочных продуктов, кондитерских изделий, ковровый, швейный, шерстопрядильный и по выделке кож. Строительство поселка завершено в декабре 2012 года.
Ввод новых объектов состоялось в июне 2013 года при участии президента Туркменистана Гурбангулы Бердымухамедова, президента Афганистана Хамид Карзая и президента Таджикистана Эмомали Рахмона. Строительство осуществлено в рамках «Национальной программы Президента Туркменистана по преобразованию социально-бытовых условий населения сел, поселков, городов этрапов и этрапских центров на период до 2020 года».

## Промышленность
В 2013 году рядом с посёлком был открыт цементный завод.
В 2010 году начато строительство крупнейшего в Средней Азии горно-обогатительного комплекса по производству калийных удобрений — Гарлыкский горно-обогатительный комбинат. Застройщик — белорусская компания Белгорхимпром.
В марте 2018 года из-за невыполнения туркменской стороной своих обязательств работу над проектом белорусский подрядчик остановил. Задолженность Туркменистана перед «Белгорхимпромом», подтвержденная документально, на середину июня 2018 года составляла $52 млн.
В марте 2017 года Гарлыкский ГОК введен в эксплуатацию, но по состоянию на 2019 год на проектную мощность так и не вышел: в 2018 году на нем было произведено 32 тыс. тонны удобрений, что составляет менее 5 % от запланированной годовой проектной мощности. Среди причин таких низких показателей — нехватка руды, для добычи которой у туркменской стороны не хватает соответствующего опыта: на комбинате работает около 2 тыс. сотрудников, и из них всего около 15 % получили нужное для работы на Гарлыкском ГОК образование в белорусских учебных заведениях. Практику на «Беларуськалии» успели пройти всего 60 сотрудников комбината.
Получить консультации от белорусской стороны, строившей Гарлыкский ГОК, туркменская сторона не может, так как находится с подрядчиком в судебном конфликте. В мае 2018 года «Туркменхимия» в одностороннем порядке разорвала контракт с «Белгорхимпромом», несмотря на то, что гарантийная поддержка должна была длится до марта 2020 года. По состоянию на май 2019 года работы на Гарлыкском ГОК велись по белорусской проектной документации для проходки выработок околоствольного двора и отработки очистных блоков. Документация на эксплуатацию рудника и другие работы туркменской стороной не разрабатывались.

## Природа
В районе посёлка Гарлык есть немало живописных пещер — Кап-Кутан, Хошмойык, Гульширин, Дашйурек, всего около десятка крупных естественных подземелий, первозданных творений природы.